# Cua de jonc cua-roig

El cua de jonc cua-roig (Phaethon rubricauda) és un ocell marí de la família Phaethontidae, l'única espècie de la família amb les llargues plomes centrals de la cua de color roig.

## Morfologia
- Fan una llargària de 95 - 104 cm, de les quals uns 35 corresponen a les llargues plomes de la cua. L'envergadura és de 111 - 119 cm i el pes d'uns 800 grams.[2]
- Color general blanc. Una taca negra amb forma de mitja lluna davant i a través de l'ull. Els canons de les plomes caudals i primàries són negres. També pot haver algunes taques negres als flancs.
- Bec color vermell i potes blau clar amb peus negres.
- Les dues plomes centrals de la cua, tremendament allargassades, són de color vermell.
- Joves blancs amb un barrat negre per sobre. Sense les llargues plomes centrals de la cua. Bec negre.

## Hàbitat i distribució
D'hàbits molt pelàgics, cria en esquerdes o sobre la sorra d'illes de la zona tropical i subtropical dels oceans Pacífic i Índic, faltant de l'Atlàntic, a les illes Bonin i Volcano, cap a l'est fins a l'oest de les Illes Hawaii i cap al sud fins a illes properes al nord-est d'Austràlia, illes Lord Howe, Norfolk i Kermadec. Illes properes al sud-oest de Madagascar i Maurici, Aldabra, Seychelles i Cocos, illes Petites de la Sonda i illes properes al nord-oest d'Austràlia. Es dispersa pel Pacífic, cap al nord fins al Japó i cap al sud fins Nova Zelanda i per l'Índic cap al nord fins al Mar Roig i el Golf Pèrsic i cap al sud fins a Sud-àfrica i Austràlia.

## Subespècies
S'han descrit unes quatre subespècies dins aquesta espècie:
- P. r. rubricauda, Boddaert, 1783, de l'Índic occidental.
- P. r. westralis, Mathews, 1912, de l'Índic Oriental.
- P. r. roseotinctus (Mathews, 1926), del Pacífic sud-occidental.
- P. r. melanorhynchos, Gmelin, JF, 1789, del Pacífic occidental, central i meridional.